# Ба Жија — Вунг Тау
Ба Жија — Вунг Тау (виј. Bà Rịa–Vũng Tàu) је једна од 58 покрајина Вијетнама. Налази се у региону Југоисток (Вијетнам). Заузима површину од 1.989,6 km². Према попису становништва из 2009. у покрајини је живело 996.682 становника. Главни град је Вунг Тау.